# Walburgis de Rietberg
Pour les articles homonymes, voir Walburgis et Rietberg (homonymie).
Walburgis de Rietberg (1555/56, Rietberg - 26 mai 1586, Esens), est une aristocrate de Saint Empire germanique, comtesse de Rietberg de 1565 à 1576 et de 1584 à 1586.

## Biographie
Walburgis est la seconde fille du comte Jean II de Rietberg (en) et d'Agnès de Bentheim-Steinfurt. 
Le 1er mai 1577, à l'âge de 21 ans, Walburgis est fiancée à Ennon III de Frise orientale, qui est alors âgé de 14 ans. Le mariage a lieu le 28 janvier 1581, quand Enno a 18 ans. De ce mariage, elle a trois enfants :
- Sabine-Catherine de Frise orientale (en) (1582-1618), épouse en 1601 le comte Jean III de Frise orientale, son oncle ;
- Agnès (1584-1616), épouse en 1603 le prince Gundakar de Liechtenstein ;
- Jean-Edzard (né le 2 mars 1586 – décédé le 13 mars 1586), enterré dans l'église Saint Magnus à Esens

Après la naissance de Jean Edzard, son plus jeune enfant et seul fils, Walburgis a besoin de récupérer et va de Esens à Wittmund. Peu après, elle déménage à Esens, où elle est décédée le 26 mai 1586, à l'âge de 30 ans.
Après la mort de Walburgis, des rumeurs affirment qu'elle a été empoisonnée par de la soupe à la bière. Sous la torture, l'une des trois femmes soupçonnée du crime avoue. Bien que les médecins certifient une mort naturelle, les trois suspectes sont brûlées sur le bûcher le 11 mai 1586.
Elle est enterrée dans l'église Saint Magnus à Esens. Avec sa mort, la branche de Rietberg de la Maison de Werl-Arnsberg s'éteint.